# Eleving Group
Die Eleving Group S.A. ist ein lettischer Finanztechnologiekonzern mit formalen Sitz in Luxemburg (Stadt). Das Hauptquartier befindet sich im Baltikum.
Das 2012 gegründete Unternehmen firmierte bis 2021 unter Mogo Finance S.A.
Die börsennotierte Eleving Group betreut über 300.000 Kunden in mehr als einem Dutzend Ländern. Die Geschäftstätigkeit gliedert sich in die beiden Bereiche Fahrzeug- und Verbraucherfinanzierung. 
Zum Geschäftsbereich Fahrzeugfinanzierung gehören Fahrzeugleasing, Sale-Lease-Back, Vermietung, Mietkauf und Carsharing-Produkte. Neben den baltischen Ländern ist Eleving Group hier in Rumänien, Moldawien, Georgien, Armenien, Uganda, Kenia und Usbekistan aktiv. 
Der Geschäftsbereich Verbraucherprodukte bietet Einmalzahlungen und Ratenkredite, Kreditlinien und langfristige unbesicherte Kredite an. Dieser Bereich ist in Albanien, Moldawien, Nordmazedonien, Botswana, Namibia, Sambia und Lesotho engagiert. 